# The Soft Boys
The Soft Boys est un groupe de rock indépendant britannique, originaire de Cambridge, en Angleterre. Il est formé en 1976 par Robyn Hitchcock. Le groupe sort deux albums studio avant de se séparer en 1981 devant le manque de succès. Robyn Hitchcock, accompagné par la section rythmique du groupe, entame par la suite une carrière solo, tandis que le guitariste Kimberley Rew forme Katrina and the Waves.
Redécouverts par le public américain, grâce notamment aux groupes du mouvement Paisley Underground, puis à des artistes reconnaissant leur influence, tels R.E.M. et The Replacements, les Soft Boys se reforment en 1994, puis dans les années 2000, et réalisent un troisième album, intitulé Nextdoorland.

## Biographie

### Formation et débuts
Le groupe est fondé en 1976 à Cambridge par Robyn Hitchcock. Inscrit dans une école d'art, il abandonne ses études et se lance dans la musique. Après avoir débuté en solo, l'auteur-compositeur-interprète recrute la section rythmique d'un groupe local, Dennis and the Experts, composée du bassiste Andy Metcalfe et du batteur Morris Windsor. Il s'adjoint ensuite les services du guitariste Alan Davies. The Soft Boys enregistrent une démo qui attire l'attention des responsables de Raw Records. Le petit label édite leur premier single 3-titres, intitulé Give It to The Soft Boys, en juillet 1977. Après la sortie du disque, Davies est remplacé par Kimberley Rew,,.

### Carrière musicale
L'année suivante, The Soft Boys se produisent notamment en première partie d'Elvis Costello et de The Damned. Ils sont recrutés par le label indépendant Radar Records et enregistrent l'équivalent d'un album aux studios Rockfield. Le single (I Want to Be an) Anglepoise Lamp est le seul témoignage de ces séances, le groupe décidant de quitter sa maison de disques à la suite de désaccords. Leur premier album, A Can of Bees est édité en 1979. Il est suivi un an plus tard par Underwater Moonlight, enregistré avec un nouveau bassiste, Matthew Seligman,.
Devant le manque de succès rencontré par leurs disques, le groupe se sépare en 1981. La même année paraît Two Halves for the Price of One. Sa première face, intitulée Only the Stones Remain, rassemble 5 titres inédits. La seconde, titrée Lope at the Hive, comprend également 5 morceaux, enregistrés lors d'un concert au Hope and Anchor de Londres. La compilation Invisible Hits, sortie en 1983, est composée de morceaux inédits, certains datant des séances réalisées pour Radar Records. Elle est suivie par l'album Live at the Portland Arms. L'enregistrement, qui date de 1978, comprend des titres de l'album A Can of Bees, ainsi que des reprises. En 1984 sort le EP Wading Through a Ventilator, une nouvelle version de Give It to The Soft Boys agrémentée de morceaux inédits,,.

### Retours
Les deux albums studio du groupe, ainsi que Invisible Hits, sont réédités en 1992 par Rykodisc. Le label réalise également la compilation 1976-81. Les Soft Boys se reforment et partent en tournée au Royaume-Uni en 1994.
L'album Underwater Moonlight est réédité en 2001 par Matador Records à l'occasion du 20e anniversaire de sa sortie, ce qui donne lieu à une nouvelle reformation, ainsi qu'une tournée qui traverse pour la première fois les États-Unis,. Le disque comprend 9 titres bonus, ainsi qu'un second CD enregistré lors de répétitions,. L'année suivante paraît un nouvel album, intitulé Nextdoorland, produit par Pat Collier, ancien bassiste des Vibrators. L'album et le EP Side Three, dont les titres sont issus de la même séance d'enregistrement, sont édités par Matador. Après avoir effectué une tournée de promotion pour Nextdoorland, le groupe se sépare de nouveau en 2003,.
En 2010, les deux premiers albums studio des Soft Boys sont de nouveau réédités aux formats vinyle et CD par le label indépendant Yep Roc Records.

### Post-séparation
Andy Metcalfe et Morris Windsor rejoignent The Egyptians, le groupe formé par Robyn Hitchcock après la première séparation des Soft Boys en 1981,. La formation est dissoute en 1993 et Hitchcock poursuit sa carrière en solo.
Le bassiste Matthew Seligman jouera avec Bruce Woolley et Thomas Dolby au sein de Camera Club avant de faire partie des Soft Boys. Durant les années 1980, il devient musicien de studio et apparaît entre autres sur l'album The Flat Earth de Dolby. Il accompagne David Bowie en 1985 lors du concert humanitaire Live Aid et travaille notamment avec Thompson Twins, Morrissey et Sinéad O'Connor. Durant les années 1990, Seligman reprend ses études de droit,.
Le guitariste Kimberley Rew, qui a fait ses débuts au sein de The Waves avant de rejoindre les Soft Boys, forme un nouveau groupe en 1981. Il est accompagné d'Alex Cooper, le batteur de sa formation de jeunesse, et de membres de Mama's Cookin', groupe formé par Katrina Leskanich et Vince de la Cruz. Baptisés Katrina and the Waves, ils se font connaître grâce au succès de leur titre Walking on Sunshine,.

## Style musical et influences
Le nom du groupe est formé à partir des titres de deux ouvrages de William S. Burroughs parus durant les années 1960, The Soft Machine et The Wild Boys. Il naît lors de la première vague punk mais prend le contre-pied du mouvement en s'inspirant du folk rock et du rock psychédélique. The Soft Boys sont influencés par des groupes plus mélodiques que leurs contemporains du mouvement punk, comme les Byrds et les Beatles,.
Le jeu de guitare de Robyn Hitchcock et Kimberley Rew suscite des comparaisons avec celui de Tom Verlaine et Richard Lloyd, du groupe Television,,. Les textes d'Hitchcock sont souvent qualifiés de « surréalistes », ce qui le rapproche notamment de Syd Barrett, le cofondateur de Pink Floyd. Il utilise fréquemment des métaphores et une imagerie animalière,.
Les disques des Soft Boys sont ignorés lors de leur parution, notamment par le public britannique. L'album Underwater Moonlight se vend surtout en import sur le marché américain,. Ils sont redécouverts par le mouvement Paisley Underground au milieu des années 1980 et par des groupes de rock indépendant tels R.E.M., The Replacements,,, ou encore Yo La Tengo,.
En 2002, Underwater Moonlight est retenu dans la liste des « 100 meilleurs albums des années 1980 » (Top 100 Albums of the 1980s) établie par le magazine musical américain Pitchfork.

## Discographie

### Albums studio
- 1979 : A Can of Bees (Two Crabs Records)
- 1980 : Underwater Moonlight (Armageddon Records)
- 2002 : Nextdoorland (Matador Records)

### Singles
- 1977 : Give It to The Soft Boys (Raw Records)
- 1978 : (I Want to Be an) Anglepoise Lamp (Radar Records)

### EP
- 1984 : Wading Through a Ventilator (DeLorean Records)
- 2002 : Side Three (Matador Records)

### Album live
- 1983 : Live at the Portland Arms (Midnight Music)

### Compilations
- 1981 : Two Halves for the Price of One (Armageddon Records)
- 1983 : Invisible Hits (Midnight Music)
- 1992 : 1976-81 (Rykodisc)

### Ouvrages
1. 1 2  Jim DeRogatis, p. 331
2. 1 2 3 4 5 6 7  Jonathan Buckley, p. 971
3. 1 2  Jim DeRogatis, p. 334
4. ↑  Jim DeRogatis, p. 330

### Autres sources
1. 1 2 3 4 5  (en) Denise Sullivan, « Biographie des Soft Boys », AllMusic
2. 1 2 3 4 5  (en) Mark Fleischmann, Delvin Neugebauer, « Biographie des Soft Boys », Trouser Press
3. 1 2  (en) Kevin McKeough, « Soft Boys return with old, odd, new », Chicago Tribune, 30 octobre 2002
4. ↑  (en) Neva Chonin, « Soft Boys Soar at the Fillmore », San Francisco Chronicle, 9 avril 2001
5. 1 2  Gilles Dupuy, « The Soft Boys : Underwater Moonlight », Les Inrockuptibles, 30 novembre 2001
6. 1 2  (en) Greg Kot, « The Right Time For The Soft Boys », Chicago Tribune, 30 mars 2001
7. ↑  (en) Daniel Sylvester, « The Soft Boys: Underwater Moonlight », Exclaim!, 14 octobre 2010
8. 1 2  (en) Brett Milano, « Men out of time », The Boston Phoenix, 22 mars 2001
9. 1 2  (en) Mark Jenkins, « The Soft Boys' Solid Comeback » , The Washington Post, 16 mars 2001
10. ↑  (en) Jenny Zurawell, « Thomas Dolby’s band at TEDGlobal », TED, 15 juillet 2010
11. ↑  (en) Robin Schwartz, « How a postman, dishwasher, mortician, and bowling-ball-hole driller became Katrina and the Waves », Spin, vol. 1, no 3,‎ juillet 1985, p. 12 (ISSN 0886-3032, lire en ligne)
12. ↑  (en) Gary Graff, « Soft Boys Reintroduce Themselves », ABC News, 4 avril 2001
13. ↑  (en) Joe Tangari, « Top 100 Albums of the 1980s », Pitchfork, 20 novembre 2002